# 沼津方式
沼津方式（ぬまづほうしき）とは、各家庭から排出されるごみ（一般廃棄物）を、あらかじめ可燃ごみ・不燃ごみ・資源ごみといった種類に分別して集積所に持ち込み、分別収集する方式である。1975年（昭和50年）4月、静岡県沼津市において日本で初めて実施された。ごみの減量と処分コスト低減につながり、資源リサイクルが容易になっている。
沼津市ではリサイクル推進のためごみ分別を細分化したことと、住民自治会のボランティアによる自主管理で分別収集を進めるという住民主導のスタイルが特徴とされた。

## 概要
沼津方式の採用以前は、ごみの捨て方は大雑把なもので、ごみを分別することもなく大きなビニールのごみ袋に入れてまとめて出していた。高度経済成長に伴い各家庭から排出されるごみの量は年々増大し、1970年代には日本全国でごみ問題が社会問題化していた。東京23区において東京ゴミ戦争が勃発したのもこの時代であった。
そうした中で、沼津市は市内ですでに組織化されていた住民自治会の啓蒙活動を行った上で、市民参加によるごみの分別収集方式を開始した。当初は幾分の混乱もあったとされるが、自治会の構成員が特定企業の工場従業員や同業者に偏っていたこともあり、住民間の結束も強く比較的スムーズに受け入れられたという話もある。
沼津市の分別収集では、集積場での「資源ごみ」と「埋め立てごみ」の分別指導について、住民自治会の総代をボランティアとして動員するなどして住民自身の管理に任せたことで、住民が自主的に分別する意識を高めたことも成功の要因として挙げられた。今日ではごみ処理法やリサイクル資源の種類の多様化に合わせ、「資源ごみ」「埋め立てごみ」について細かい分類基準を設けて分別を進めるとともに、市民のごみに対する意識を高めてごみ減量に貢献している。

## 沼津市の収集方法
生ごみや紙くず（紙資源としてリサイクルし難いもの）などの「燃えるごみ」、ビニール袋やプラスチック容器・発泡スチロールなど「燃えないごみ」（容器包装リサイクル法の施行に伴い、2021年現在は「プラ容器包装」と改称）は街角のごみ集積場に集められ、燃えるごみが週2回・燃えないごみが週1回収集される。ごみを出す日（曜日）は決められており、収集日以外の日に出されたごみは収集されず、持ち帰るよう注意喚起するシールが貼られる。所定収集日以外の区分のごみを出すことは原則として禁じられている。
明確な罰則こそないが、違反ごみを出すと近隣住民間で文句を言われるなど地域コミュニティで「悪い意味で目立ってしまう」という社会的ペナルティが暗に存在しているが、2000年代では目立って住民間トラブルとなったなどの話は聞かれない。
「資源ごみ」と「埋め立てごみ」については、月1回程度の収集日が定められている。これらは地域の回覧でごみの出せる日を記したカレンダーが配付されており、市役所やごみ収集センターなどで入手することもできる。従来は市外の無関係な者が便乗してごみを捨てに来たりするなどのトラブルを避けるためインターネット上では公開されていなかったが、近年ではPDF形式のダウンロード用電子ドキュメントが沼津市役所の公式ウェブサイトの「ごみ・リサイクル広場」で配布されている。また同ページでは分別区分を詳しく解説した電子ドキュメントも配布されている。
月1回の「資源ごみ」の日と「埋め立てごみ」の日には、通常の路地にあるごみ集積場ではなく、公園の一角や幅の広い歩道にある地域ごとの専用集積場に集められる。この集積場では自治会による市民ボランティアが分別の手伝いや分別区分の案内、自動車などで持ってきた者の手伝いなどを行っている。ただし深夜には市民ボランティアがいないこともあり、違反ごみが出されることもあり、そのような違反ごみはやはり回収されず持ち帰りを求めるシールが貼られ放置される。
こうして収集されたごみは、市のごみ処理場へ輸送されたり、市の委託した廃品回収業者に引き渡される。沼津市では資源ごみの売却益の一部は市から自治会へ還付され、自治会の活動資金や町内会館の維持・設備費、催し物などの際に活用されている。

## 沼津市のごみ分類
2022年現在の沼津市のごみ分類は、燃やすごみ（可燃ごみ）、容器包装プラスチック、埋め立てごみ、資源ごみで、埋立ごみと資源ごみは内容物により細分化されている。
1. 燃やすごみ（旧称「燃えるごみ」）
2. プラ容器包装（旧称「燃えないごみ」）
3. 埋め立てごみ (1) せともの・ガラス類
4. 埋め立てごみ (2) 焼却粗大ごみ
5. 埋め立てごみ (3) 熱源利用プラスチックごみ
6. 資源ごみ 金属類
7. 資源ごみ 缶類
8. 資源ごみ びん類
9. 資源ごみ 古紙類
10. 資源ごみ 古布類
11. 資源ごみ 乾電池
12. 資源ごみ ペットボトル

### 過去の分類
2010年時点での沼津市のごみ分類は、おおむね以下のとおりであった。
- 燃えるごみ
  - 紙屑・生ごみ等
- 燃えないごみ
  - 食品・菓子・日用品等のプラスチック類の包装材（袋やパッケージ等）
- 埋め立てごみ
  - 材木（木の板や分解済みの家具）
  - 電球・蛍光灯等の有害ごみ（専門の処理施設へ）
  - 化粧品のビンやガラス食器等の、一般のガラス容器と材質の違うガラス製品
  - 陶器
  - プラスチック製品
    - 玩具
    - カセットテープ・ビデオテープ・コンパクトディスク等の各種記録媒体
    - プラスチック家具
    - 履物・鞄（合成皮革やビニール製の物に革製品も含む）
    - 敷物（カーペット等を裁断して出す）

  - 布団・毛布等の寝具
  - 家電製品一般（家電リサイクル法対象品は含まれない）
- 資源ごみ
  - 金属製品全般（使用済みアルミホイルは洗って埋め立てごみ）
    - 家電でもオーブンレンジ等、金属部分がほとんどを占める物
    - 石油ストーブ・ガスコンロ等

  - ガラス製品（耐熱ガラスや強化ガラス・クリスタルガラスは埋め立てゴミ）
  - ペットボトル
  - 乾電池
  - 紙製品（新聞・雑誌・段ボール・紙パックはそれぞれ分別して指定の紙紐で縛って出す）
  - 衣類（布製品）

2005年に若干改定され、食品のパッケージでも洗いにくい合成樹脂製品（調味料のチューブなど）や食品用ラップフィルムは、洗わないで燃えるごみ（生ごみ扱い）として廃棄してよいこととなった。これは燃えないごみとして出した場合に食品の匂いが残ったり、洗わず食品が付着したままの物を出す人がいて、カラスや野良猫・ネズミなどにごみが食い荒らされることも多かったためである。これには一部レトルト食品のパッケージなども含まれるようだ。

## 沼津方式の問題点
沼津方式は、分別収集することでごみ減量化と処分コスト低減につなげるものだが、あまりに細分化し過ぎると混乱を招くことが多い。沼津市でも他の地域でも分別収集が細分化された地域では、分別基準が緩やかな地域からの転入者にとってはわかりにくいという問題がある。特に沼津市を含む地方町村では1990年代以降、急速に外国籍の居住者が増加したという事情もあり、言葉の壁もあって分別方法が伝えにくいなどのトラブルも発生している。このため沼津市では、新しい転入者に図入りのパンフレットを配布して分別の徹底を呼び掛け、また町内自治体の協力者がごみ集積場にて分別方法の相談を受け付け、その場で分類を手伝うなどして対応している。
分別方法の細分化に伴い未分別ごみの放置や、家電リサイクル法の施行により市では回収しないテレビ・冷蔵庫などの不法投棄も増加傾向にある。個人の地元帰属意識やモラルの低下、地元自治会員の高齢化により、ボランティア頼みの末端の集積場では管理が難しくなりつつある。
また分別済みの資源ごみの持ち去りもあり、中には買い取り額の高い資源だけを物色して集積場を荒らすケースもみられる。そのため自治体の中には資源ごみの持ち去りを禁じる条例を制定するところもあり、東京都世田谷区では2003年12月より、資源ごみの持ち去り行為に罰金を科す条例を施行した。資源ごみ回収は自治体や町内会が行うごみ収集事業の貴重な収入源でもあり、持ち去り行為には窃盗罪が成立する。